# Bowling Green (línea de la Avenida Lexington)
Bowling Green es una estación en la línea de la Avenida Lexington del Metro de la Ciudad de Nueva York, localizada entre Broadway y Battery Place (en Bowling Green), en el Distrito Financiero de Manhattan.
Bowling Green es la estación localizada más al sur de Manhattan de la línea de la Avenida Lexington, y es la estación terminal más al sur de los trenes del servicio 5, excepto en las horas pico, cuando los trenes del servicio 5 siguen hasta Brooklyn College–Avenida Flatbush en Brooklyn. Cuando los trenes del servicio 5 terminan aquí, continúan alrededor del bucle interior en  South Ferry y regresan en las vías de uptown. 

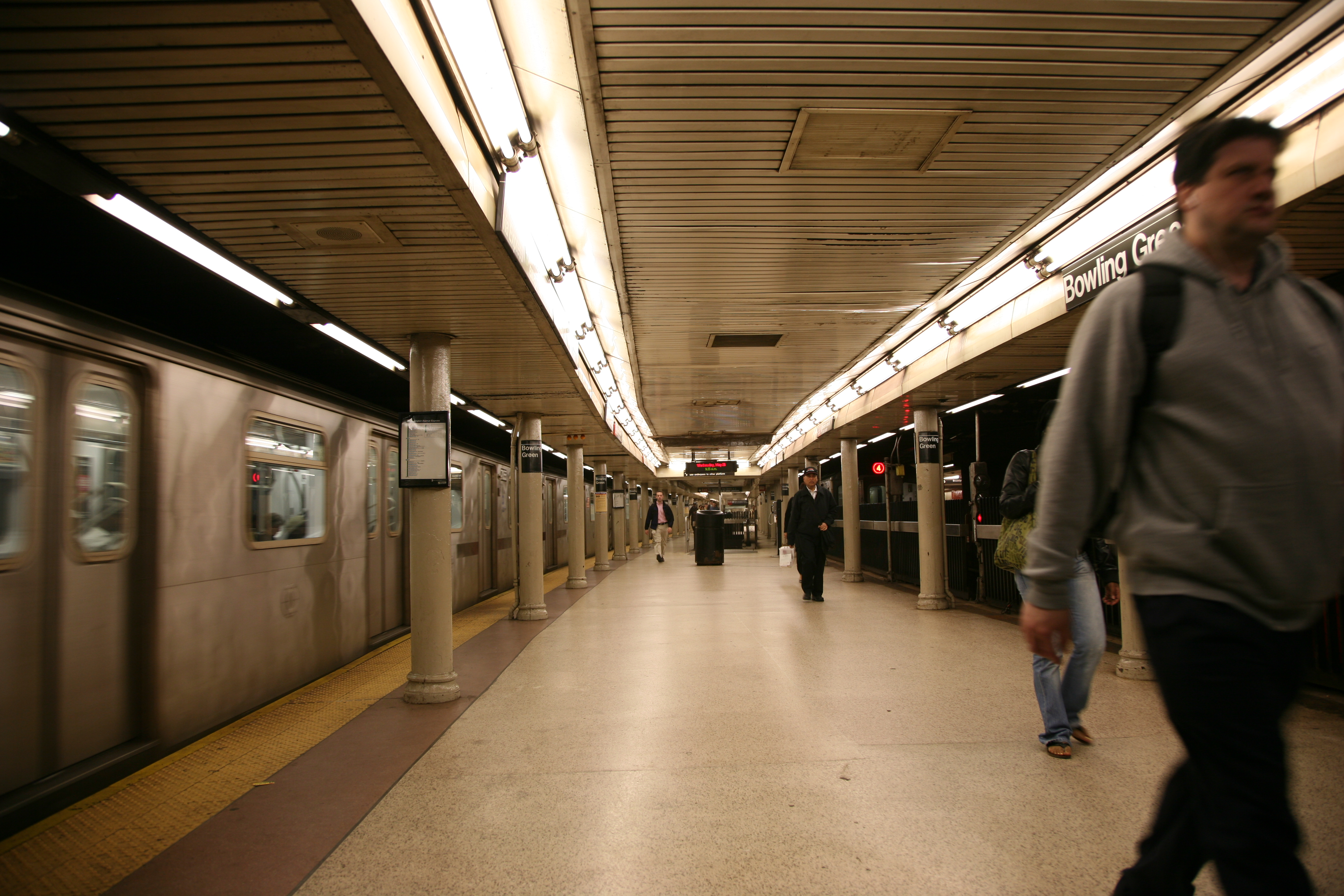
Vista de la Plataforma.

La estación tiene dos vías y dos plataformas en servicio: una plataforma central que sirve a los trenes del centro (hacia Brooklyn), y una plataforma lateral que sirve a los trenes de uptown. Una plataforma central abandonada en la sección oeste de la estación era usada para trenes de transbordo (shuttles) hacia la plataforma interna en South Ferry.
Cuando la estación abrió en 1905, aún no había servicio por parte de la IRT hacia Brooklyn, y todos los trenes de la Avenida Lexington terminaban en la estación South Ferry, usando la plataforma del bucle exterior que sirve a los trenes del servicio 1. Después de que el túnel de la Calle Joralemon abriese en 1908, algunos trenes de la Avenida Lexington continuaban y terminaban en South Ferry, incluso durante las horas pico, mientras que los otros trenes iban hacia Brooklyn. Luego se dieron cuenta de que este patrón de servicio era inadecuado para el alto volumen de pasajeros de Brooklyn. 
Justo tres meses después de que abriera el túnel de la Calle Joralemon, empezó la construcción en la tercera vía y la plataforma occidental en Bowling Green. Cuando fueron completadas, en 1909, todos los trenes de horas pico fueron enviados hacia Brooklyn, con transbordadores de dos o tres vagones del Bowling Green–South Ferry Shuttle proveyendo durante ese tiempo servicio hacia South Ferry. El transbordador permaneció en operación hasta que dejó de funcionar en 1977 debido a cortes financieros, aunque  la plataforma de los transbordadores fue renovada en 1978. La renovación de 1978 cubrió todos los mosaicos "tapestries" de Heins & LaFarge que estaban en toda la pared de la estación.
La renovación de los años 1970 también conllevó a la construcción de la sección este de la plataforma, debido al gran volumen de pasajeros en la plataforma central. A la construcción se le agregaron salidas adicionales y se construyó un cruce subterráneo,  paso, alejando el tráfico de la salida de la 'headhouse en el extremo sur. Esto llevó a la actual clasificación de la estación, con trenes de uptown usando la sección este de la plataforma lateral, y los trenes del downtown de la sección este de la plataforma central. Una valla está situada a lo largo del borde oriental de la plataforma central, previniendo que los trenes que vienen del norte dejen a pasajeros en la plataforma central (similar a la clasificación de Broadway Junction en la línea Canarsie). El control de tarifas ahora consiste en la restauración de la entrada de la casa principal en el extremo sur, en la cual sólo sirve a la plataforma central, y entre otras entradas que llevan al este de la plataforma central y hacia al área de una gran puerta de una caseta de control de tarifas en el cruce subterráneo.
Actualmente hay dos elevadores en construcción para que la estación este bajo las leyes de incapacitados ADA.

## Casa de Control
La Casa de Control, conocida como Bowling Green IRT Control House o Battery Park Control House, está localizada cerca del extremo sur de Broadway. Esta entrada de metro fue construida en 1905 por el arquitecto Heins & LaFarge en la sección oeste de la Calle State, a través del Alexander Hamilton U.S. Custom House.  
Al igual que su casa de control gemela de la estación de la Calle 72, esta estructura es un recuerdo de la gloria del primer metro de la ciudad de Nueva York de la Interborough Rapid Transit Company. Aunque la mayoría de los puntos de entradas del metro original tenían kioskos de acero y cristales, las estaciones más importantes como esta fueron construidas con estructuras de ladrillos y piedra para parecerse a pabellones de jardines. La "Casa de Control" se refiere a su función en controlar el flujo de pasajeros. Está listada como un Registro Nacional de Lugares Históricos.

## Conexiones de autobuses
- M1
- M6
- M9
- M15